# De Stille Don
De Stille Don (Russisch: Тихий Дон, Tichij Don) is het hoofdwerk van de Russische schrijver Michail Sjolochov, tussen 1928 en 1940 verschenen in vier delen. De Stille Don wordt algemeen gerekend tot de belangrijkste literaire werken uit de Sovjet-periode (1917-1991). Sjolochov ontving er in 1965 de Nobelprijs voor de Literatuur voor.

## Inhoud
Tegen de achtergrond van de Russische Burgeroorlog, de strijd tussen de roden en de witten, schetst Sjolochov in ‘’De Stille Don’’ een beeld van het leven van de Don-Kozakken. De gebeurtenissen concentreren zich om het leven van de Kozakkenfamilie Meljechov, meer in het bijzonder rondom de onstuimige Grigori: een jonge Kozakkenofficier die steeds bewust het rechtvaardige nastreeft. In het begin van de roman sympathiseert hij met het bolsjewisme.
De belangrijkste verhaallijn in het eerste deel van de roman wordt gevormd door Grigori’s liefde voor Aksinia, de vrouw van dorpsgenoot en Kozakkenleider Stepan Astakov. Als Grigori Aksinia op enig moment schaakt lopen de spanningen tussen de Meljechovs en de Astakovs hoog op. Vervolgens wordt het oorlog en verplaatst de plot zich naar het Oostelijk front, waar Grigori Stepans leven redt. Dit lost de spanning echter niet op. Uiteindelijk kiest Grigori op aandringen van zijn vader voor een andere vrouw, hoewel zijn liefde voor Aksinia blijft.
Na de oorlog (in de latere delen) verdedigt Grigori samen met zijn familie en vrienden in eerste instantie vooral de onafhankelijkheid van de Kozakken, en verzeilt zo onwillekeurig bij de Witten. Na de nederlaag van de Witten raakt hij vervolgens verstrikt in allerlei gebeurtenissen waarvan de politieke betekenis hem ontgaat. Uiteindelijk sluit hij zich weer aan bij de Roden. Zijn verleden maakt hem echter verdacht bij de legerleiding en al snel wordt hij weer ontslagen. Zo eindigt Grigori in de romancyclus uiteindelijk als een tragische figuur. Na alles in zijn leven met volledige inzet van zijn wezen te hebben geprobeerd, ziet hij op het laatst niet meer welke weg hem naar de nagestreefde waarheid voert. 

## Typering
De Stille Don is een episch breed gestructureerde roman, waarin historische met fictieve personages en gebeurtenissen worden gemengd. De roman wordt mede door deze opzet vaak vergeleken met Leo Tolstojs Oorlog en vrede. Het milieu van de Kozakken, het Russische landschap en de wisseling van de jaargetijden worden in breed uitgesponnen passages beschreven. De natuur vertolkt daarbij vaak en concreet de psychische gesteldheid van de romanfiguren.
In tegenstelling tot later werk van Sjolochov is De Stille Don niet ideologisch gekleurd (geen "sovjet"roman). Sjolochovs toon is opvallend optimistisch. Dit optimisme is gebaseerd op het geloof in de onoverwinnelijkheid en onsterfelijkheid van het leven zelf en de eeuwige voortgang van dit leven naar een steeds grotere volheid. Typerend in dat verband is het einde van de roman: door alles en allen verlaten staat Grigori voor de poort van het ouderlijk huis met zijn zoon in zijn armen. Deze zoon is de symbolische belofte van de eeuwige voortgang van het leven zelf.

## Plagiaat

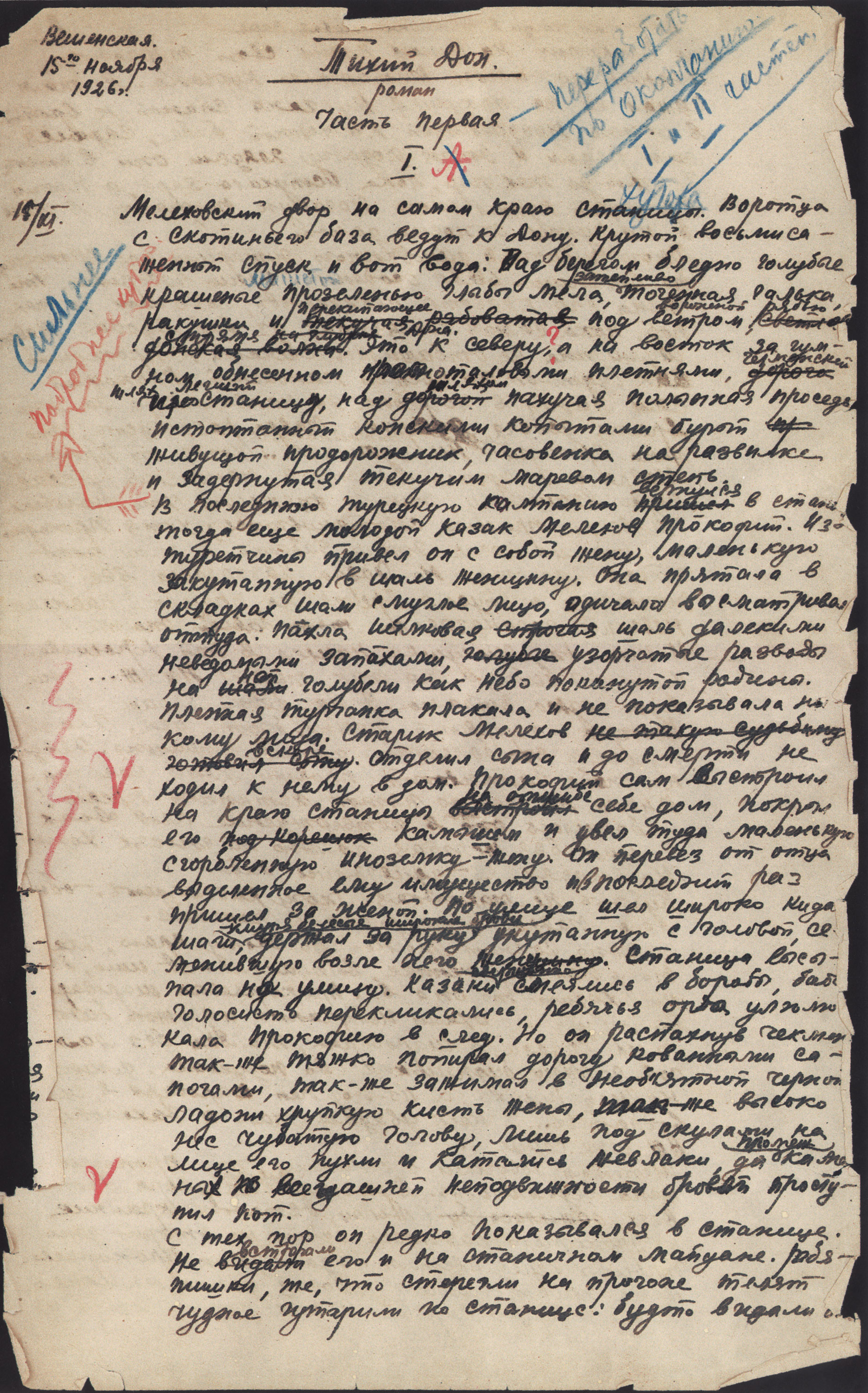
Pagina 1 van het manuscript van De Stille Don, publicatie 1999

In de jaren dertig, later weer in de jaren zeventig (mede onder aanvoering van Aleksandr Solzjenitsyn en Ruslandkenner Roy Medvedev), werd Sjolochov ervan beschuldigd De Stille Don geplagieerd (omgewerkt) te hebben van de in 1920 overleden "Witte" officier Fjodor Krjukov. Gewezen werd op het grote kwaliteitsverschil tussen De Stille Don en het latere werk van Sjolochov (en tussen delen en passages binnen De Stille Don zelf). Critici meenden bovendien dat een 23-jarige nauwelijks geschoolde en nog onervaren schrijver nooit zo'n rijpe roman zou hebben kunnen schrijven. Latere omwerkingen van Sjolochov (waarbij hij typisch Oekraïense uitdrukkingen verwijderde en de Roden er beter uit deed komen) kwamen de kwaliteit al evenmin ten goede. De later geschreven delen, waarvoor Sjocholov veel meer tijd nodig had dan voor het eerste deel, worden literair gezien bovendien als aanzienlijk zwakker beschouwd. 
Op basis van taalkundige studies leek de plagiaat-beschuldiging in de jaren tachtig echter definitief weerlegd. Ook werd in 1999 een facsimile gepubliceerd van het manuscript, hetgeen de authenticiteit van Sjolochovs schrijverschap moest bevestigen. Een aantal recente publicaties, waaronder een boek uit 2006 van de Zwitserse schrijver Felix Philipp Ingold (die het werk een "bij elkaar gestolen kompilaat" noemde), wakkerde de discussie opnieuw aan. De controverse lijkt nog steeds niet beslecht.

## Vertaling
De (nog altijd enige) Nederlandse vertaling van De Stille Don door S. van Praag begon reeds vanaf 1930 te verschijnen.